# Манґоґ
Манґоґ (англ. Mangog) — вигаданий персонаж, що з'являвся на сторінках коміксів американського видавництва Marvel Comics.
Не виключено, що в основі імені Манґоґ лежить біблійний Маґоґ, персонаж або плем'я, які асоціюються з апокаліпсисом і часто вважаються ворогами Бога.
Точна природа Манґоґа ніколи насправді не була розкрита і залишається незрозумілою. Його часто називали демоном, припускаючи, що він є надприродною істотою, яка паразитує на містичних і психічних енергіях інших розумних істот.

## Історія публікації
Персонаж вперше з'явився в коміксі «Thor» #154 (липень 1968) і був вигаданий Стеном Лі та Джеком Кірбі.

## Вигадана біографія

### Передісторія
| «Він — суд для тих, кого не може судити людина. Манґоґ — це вищий суд усіх богів.» Малекіт Проклятий[3] |
Манґоґ є фізичним проявом і сукупністю ненависті мільярда істот з раси, яка була вбита правителем Асґарду і скандинавських богів Одіном. У зв'язку з тим, що весь цей вид був знищений, достеменно невідомо, що саме вони зробили, щоб накликати на себе гнів Одіна; можливо, вони безжально вторглися в Асґард, а можливо, хтось із них просто сказав не те слово в присутності Всебатька.
Ув'язнений глибоко під Асґардом, Манґоґ був випадково звільнений тролем, на ім'я Улік, кілька разів бився проти Одіна та інших богів. Манґоґ виявився фізично непереможним і зазвичай перемагається лише тоді, коли використовується його залежність від психічних енергій (таких як ненависть, страх або почуття відданості), які відчувають інші живі істоти для підтримки своєї життєдіяльності. Без такого джерела Манґоґ зменшується майже до небуття.

### Зіткнення з Тором
Зазвичай діючи самостійно, Манґоґ також допоміг клону Титана Таноса у прагненні до вселенського знищення, але в кінцевому підсумку був зупинений богом грому Тором. Тор врешті-решт повністю покінчив із загрозою Манґоґа: успадкувавши Силу Одіна і Рунічну магію Землі, Тор просто розчинив атакуючого Манґоґа помахом руки.

### Сутичка з Громовержцем
Однак, коли геній-мультимільярдер і, можливо, напівбог Адам Манн спробував притягнути свого батька — ким би він не був — на Землю, замість нього з'явився Манґоґ. Хоча він був вигнаний завдяки зусиллям нового Громовержця, він заявив, що його ніколи не можна знищити, доки існує ненависть.

### Битва з Могутньою Тор
Роками пізніше, коли новий Тор намагався покласти край Битві Богів, в якій її змусили взяти участь шиїтські боги Шарра та К'їтрі, Манґоґ повернувся, щоб покарати її та всіх богів, що існують.

#### Супротив Вольстаґґа
Манґоґ несподівано з'явився в Старому Асґарді та зустрівся з Вольстаґґом, який підняв Мйольнір з мертвого світу, щоб стати Войовничим Тором, і козлом Тора Тутґнашером. Манґоґ убив Тутґнашера, відірвавши йому голову, а потім розлютився та сказав, що він здійснить остаточний суд над асами, перш ніж напасти на Вольстаґґа, стверджуючи, що він загине першим.
Між двома безсмертними сутностями розгорілася жорстока битва, яка потрясла саму основу Старого Асґарду. Навіть озброєний могутністю мертвого всесвіту, Войовничий Тор ледве зміг зрівнятися з нестримним Манґоґом, який з легкістю парирував і відбивав найкращі удари свого супротивника.
Манґоґ продовжував йти крізь потужний божественний шторм, який Тор здійняв, і який, як виявилося, був тієї ж сили, що ледь не потопив Муспельгейм, навіть не змигнувши оком. Манґоґ продовжував бити та душити Вольстаґґа, навіть зайшовши так далеко, що поглинув його блискавку, коли той запхав свій молот у пащу звіра, тільки для того, щоб Манґоґ відсміявся, перш ніж шпурнути її назад у нього, заявивши, що вона на смак як ще один мертвий бог. Коли розбитий і закривавлений Вольстаґґ потягнувся до свого молота, Манґоґ без особливих зусиль розтрощив його на шматки своїми пазурами, перш ніж вибити тепер вже безсилого асґардійця з краю його старого дому і відкинути в космос.
Все ще шукаючи місцезнаходження інших асґардійських богів, чудовисько почало допитувати слабшаючого Вольстаґґа, коли той повернувся до своєї попередньої форми без свого молота, поки не з'явився Малекіт Проклятий, який добровільно надав йому цю інформацію. Манґоґ направився у бік Асґардії.

#### Напад на Асґард
Стоячи на сторожі вічного царства. Геймдалл Всевидячий налаштувався спостерігати за подіями, що розгорталися всередині, коли рак Джейн Фостер погіршився. Тієї ж миті, коли гвардійці опустили голову в соромі та жалю, Манґоґ увірвався, ревучи від люті та злоби, вигукуючи, що всі боги загинуть у пекельному вогні того дня. Розгорілася люта битва, коли до битви приєдналась Громова гвардія, щоб допомогти охоронцеві Біфреста.
Воїни Асґардії були розбиті, а Веселковий міст був зруйнований, коли Кул, брат Одіна та регент, наказав використати його, щоб переправити Манґоґа в інше місце, подалі від домівки богів. Страшний регент хвалився, що знайде і понівечить все, що любив звір, щоб досадити йому, але Манґоґ насміхався, що його єдиною любов'ю є руйнування божественного.

#### Джейн Фостер проти Манґоґа
Навіть Всематір, підтримувана силою Руйнівника, не змогла зупинити шаленство звіра, оскільки все ще відходила від коматозного сну. Манґоґ увірвався в покої Одіна, де зустрівся з батьком і сином.
Манґоґ люто бився супроти Одіна і Тора. За мить до того, як взяти його трон і розбити його по голові. Він готувався завдати смертельного удару, поки Джейн Фостер в ролі Тора не вступила до битви.
Джейн робила все можливе, але він виявився занадто сильним, щоб перемогти його лише силою. Тоді Джейн кинула Манґоґа на Сонце, але він якимось чином повернувся до Асґардії та відновив свою битву проти Джейн. Навіть з допомогою Одінсона Джейн не змогла перемогти Манґоґа. Тоді жінка закувала звіра в ланцюги, спочатку створені для зв'язування вовка Фенріса, потім прив'язала їх до Мйольніра і кинула молот на Сонце, покінчивши з чудовиськом. 

### Наслідки Війни царств
Коли Мйольнір був відновлений під час Війни царств, сутність Манґоґа злилася з сутністю бога бурі всередині Мйольніра, перетворивши його на жорстокого і злого Бога молотів.
Тор, Одін і їхні союзники боролися з Богом молотів, але не змогли його зупинити. Після того, як Тор використав силу Ґеї, щоб поховати Бога молота під купою уламків, Одін пожертвував своїм життям, щоб дати Тору решту Сили Одіна. Одінсон використав Біфрест, щоб телепортувати Бога молотів в кузню Нідавелліру, де був створений Мйольнір. Тор продовжив використовувати Силу Одіна, щоб нагріти кузню теплом мільярда сонць, і за допомогою тепла кузні та сили Всебатька спалив чари Одіна та сутності Бога молотів і Манґоґа в Мйольнірі, розбивши молот вщент.

## Сили та вміння
Манґоґ черпає всі свої надлюдські сили з містичних і психічних енергій, які проявляються в ненависті й бажанні помсти, що відчуваються ним самим або іншими людьми. Він володіє величезною надлюдською силою. Його фізична сила легко перевищує силу Тора. Всупереч своєму великому зросту і масі тіла, Манґоґ здатний бігати та пересуватися з надзвичайною швидкістю.